# Primera División (Mexiko) 1951/52
Die Saison 1951/52 war die insgesamt neunte Spielzeit der 1943/44 eingeführten höchsten mexikanischen Fußballprofiliga.

## Auf- und Absteiger
Am Ende der vorangegangenen Saison hatte es erstmals je einen sportlichen Auf- und Absteiger gegeben. Während der Club San Sebastián den Weg in die Zweitklassigkeit antreten musste, bereicherte der Aufsteiger CD Zacatepec die Liga und startete am 29. Juli 1951 mit einem 8:0-Heimsieg gegen den späteren Absteiger CD Veracruz in die Saison. Es war zugleich der höchste Sieg, den überhaupt eine Mannschaft in dieser Spielzeit erzielen konnte.
Am Saisonende 1951/52 stieg der CD Veracruz in die Segunda División ab und wurde in der kommenden Saison durch den Aufsteiger CF La Piedad ersetzt.

## Spielverlegungen aufgrund von Unwettern
Ende August 1951 wurde Mexiko von Unwettern heimgesucht, die gleich zu zwei Spielabsagen führten. Zunächst wurde wegen eines starken Regens über Mexiko-Stadt die für den 22. August angesetzte Begegnung zwischen dem Club América und dem Club León erst am nächsten Tag ausgetragen. Wenige Tage später wurde die vom Terminplan für den 25. August anberaumte Partie zwischen dem CD Tampico und dem Puebla FC wegen eines Sturms, der über Tampico hinwegfegte, auf den 3. Oktober verlegt.

## Das Titelrennen
An Dramatik kaum zu überbieten war die Endphase im Meisterschaftskampf, in der sich der León FC und der CD Guadalajara ein spannendes Kopf-an-Kopf-Rennen um den Titel lieferten. Nach 18 Spieltagen führte Guadalajara die Tabelle mit drei Punkten Vorsprung vor León an, wobei León noch ein Spiel im Rückstand lag. Als der bis dahin auf eigenem Platz unbesiegte Club León sich ausgerechnet im nächsten Heimspiel gegen den abgeschlagenen Tabellenletzten CD Veracruz eine Blöße leistete (0:1), während Guadalajara gleichzeitig mit 5:3 gegen Marte gewann, schien der Titelkampf vorzeitig entschieden. Doch im folgenden Auswärtsspiel in der Hafenstadt Veracruz patzte auch Guadalajara (0:2), was dem Club León nach dessen 1:1 gegen den Puebla FC allerdings auch nicht entscheidend voranbrachte. Guadalajara lag mit 30-10 Punkten immer noch vor dem Club León mit 26-12 Punkten. Am vorletzten Spieltag kam es in Guadalajara zum direkten Aufeinandertreffen, das der Gast aus León mit 1:0 zu seinen Gunsten entschied und – nach Minuspunkten – mit dem CD Guadalajara gleichzog. Guadalajara verlor auch sein letztes Spiel beim Puebla FC (0:1) und blieb somit die letzten drei Spiele der Saison ohne Torerfolg und ohne Punkt, behielt die Tabellenführung (mit 30-14 Punkten) aber noch immer vor dem Club León, der am letzten Spieltag vor eigenem Publikum nicht über ein 2:2 gegen Necaxa hinauskam. Die Entscheidung brachte also erst ein Nachholspiel, das nach dem eigentlichen Saisonende stattfand und somit in dieser Form heute nicht mehr vorstellbar ist. Dieses Spiel gewann León mit 1:0 beim Club Atlante und sicherte sich somit bereits den dritten Meistertitel seit Einführung der Profiliga, während der baldige „Serienmeister“ CD Guadalajara noch einige Jahre auf seinen ersten Titelgewinn warten musste.

## Abschlusstabelle 1951/52
| Pl. | Verein         | Sp. | S  | U | N  | Tore    | Punkte |
| --- | -------------- | --- | -- | - | -- | ------- | ------ |
| 1.  | León FC        | 22  | 11 | 9 | 2  | 037:200 | 31:13  |
| 2.  | CD Guadalajara | 22  | 13 | 4 | 5  | 046:240 | 30:14  |
| 3.  | Atlas          | 22  | 9  | 8 | 5  | 037:280 | 26:18  |
| 4.  | CD Oro         | 22  | 8  | 9 | 5  | 050:400 | 25:19  |
| 5.  | Atlante        | 22  | 8  | 9 | 5  | 036:300 | 25:19  |
| 6.  | CD Tampico     | 22  | 9  | 5 | 8  | 043:370 | 23:21  |
| 7.  | Necaxa         | 22  | 8  | 6 | 8  | 033:380 | 22:22  |
| 8.  | Puebla FC      | 22  | 6  | 7 | 9  | 030:470 | 19:25  |
| 9.  | CD Zacatepec   | 22  | 7  | 4 | 11 | 040:410 | 18:26  |
| 10. | CD Marte       | 22  | 6  | 6 | 10 | 044:490 | 18:26  |
| 11. | América        | 22  | 4  | 7 | 11 | 032:420 | 15:29  |
| 12. | CD Veracruz    | 22  | 3  | 6 | 13 | 022:540 | 12:32  |

## Kreuztabelle zur Saison 1951/52
Die Kreuztabelle stellt die Ergebnisse aller Spiele dieser Saison dar. Der Name der Heimmannschaft ist in der linken Spalte, ein jeweils dreistelliges Kürzel für die Gastmannschaft in der oberen Zeile aufgelistet.
| 1951/52     | LEO | GDL | ATS | ORO | ATE | TAM | NEC | PUE | ZAC | MAR | AME | VER |
| ----------- | --- | --- | --- | --- | --- | --- | --- | --- | --- | --- | --- | --- |
| León        |     | 1:0 | 2:0 | 5:0 | 2:2 | 2:2 | 2:2 | 1:1 | 3:1 | 2:1 | 2:0 | 0:1 |
| Guadalajara | 0:1 |     | 1:1 | 2:1 | 1:1 | 4:2 | 0:1 | 5:0 | 3:1 | 5:3 | 2:2 | 5:0 |
| Atlas       | 0:2 | 1:2 |     | 2:2 | 1:1 | 3:1 | 2:2 | 3:0 | 4:1 | 2:2 | 1:0 | 2:2 |
| Oro         | 1:1 | 1:1 | 2:2 |     | 0:3 | 1:2 | 5:1 | 4:0 | 3:0 | 5:5 | 2:1 | 0:0 |
| Atlante     | 0:1 | 1:2 | 2:3 | 2:2 |     | 1:0 | 0:0 | 3:1 | 2:2 | 5:3 | 2:2 | 1:1 |
| Tampico     | 2:2 | 1:3 | 1:0 | 2:2 | 2:0 |     | 3:0 | 3:0 | 3:0 | 4:2 | 1:1 | 4:1 |
| Necaxa      | 2:0 | 0:1 | 2:0 | 1:2 | 0:2 | 3:2 |     | 3:0 | 0:3 | 3:1 | 2:4 | 2:2 |
| Puebla      | 1:1 | 1:0 | 1:1 | 2:6 | 2:0 | 3:2 | 0:0 |     | 3:3 | 1:2 | 4:1 | 2:3 |
| Zacatepec   | 2:3 | 1:4 | 0:2 | 3:1 | 2:3 | 4:2 | 4:0 | 1:2 |     | 0:0 | 2:1 | 8:0 |
| Marte       | 0:2 | 0:2 | 2:3 | 1:4 | 1:2 | 4:1 | 2:2 | 3:3 | 1:1 |     | 2:1 | 5:0 |
| América     | 1:1 | 2:3 | 0:2 | 2:2 | 2:3 | 1:1 | 1:4 | 1:1 | 1:0 | 0:2 |     | 4:1 |
| Veracruz    | 1:1 | 2:0 | 0:2 | 2:4 | 0:0 | 0:2 | 2:3 | 1:2 | 0:1 | 1:2 | 2:4 |     |